# Arnold van Mulken

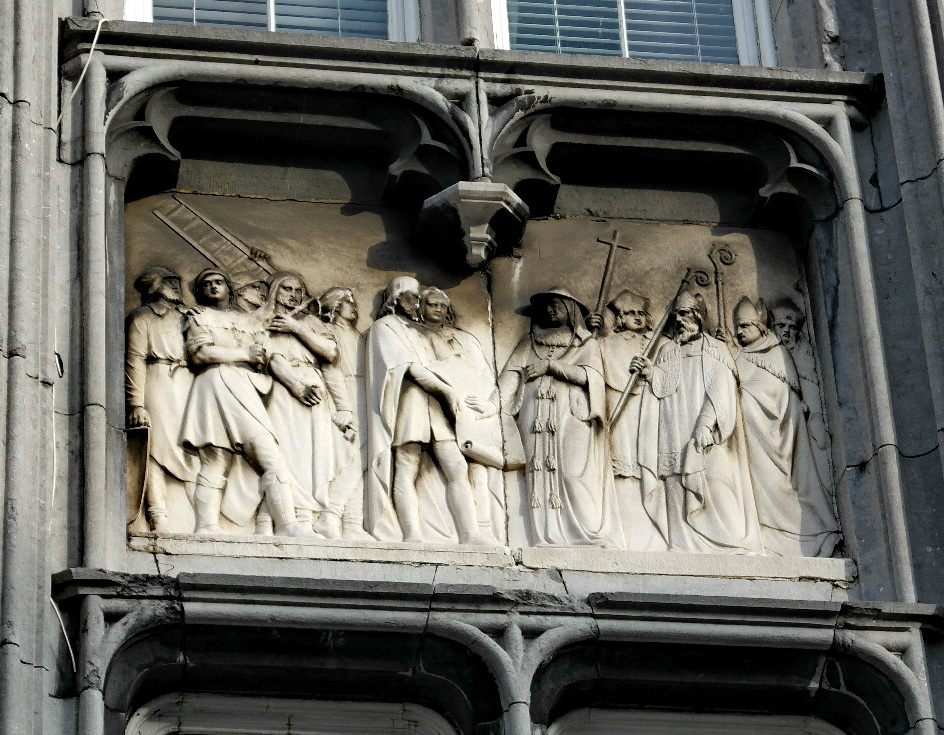
Arnold van Mulken toont de bouwplannen van het nieuwe paleis aan Everhard van der Marck (Provinciaal Paleis, Luik)

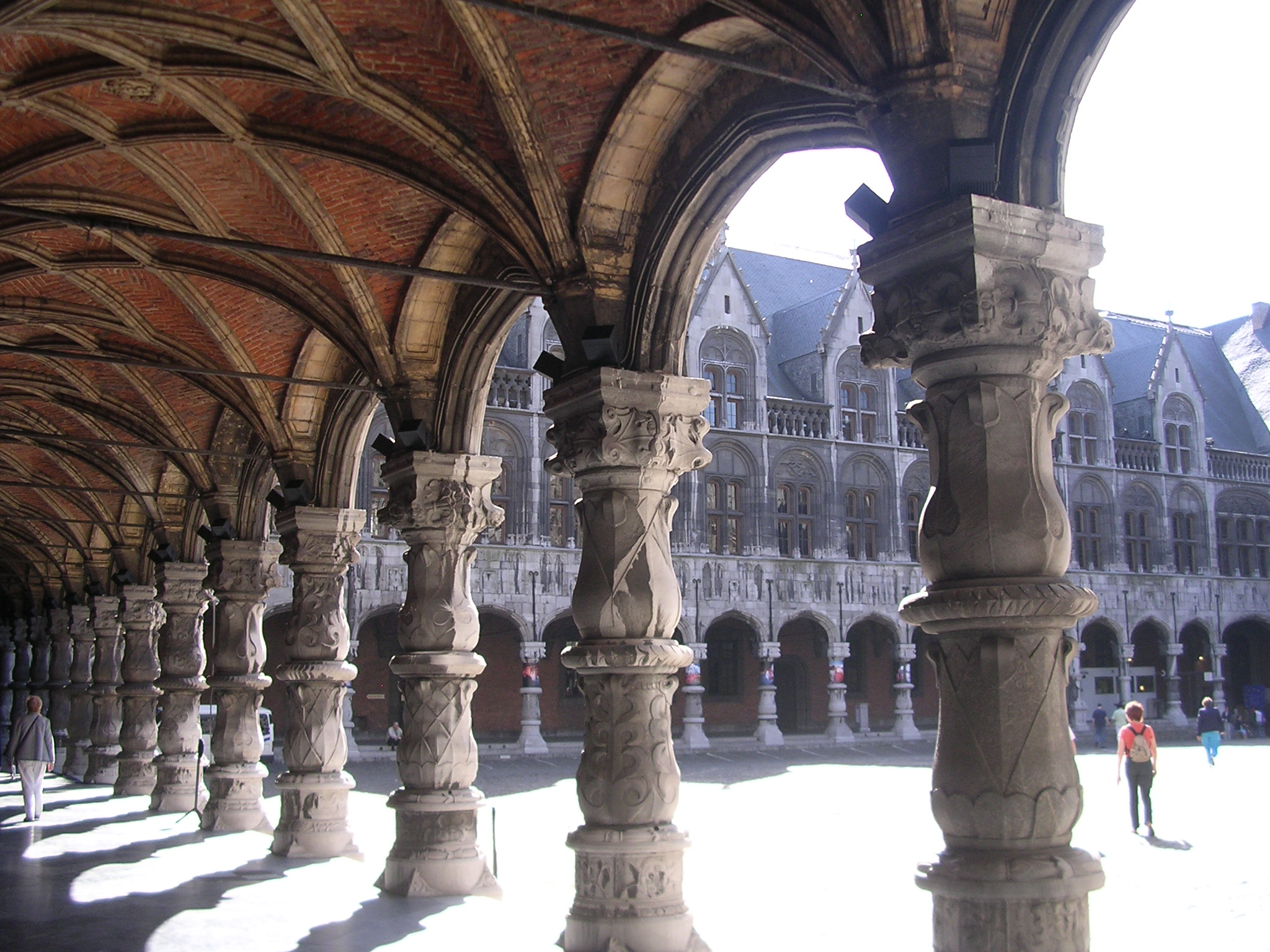
Paleis van de Prins-bisschoppen

Arnold van Mulken, ook wel Aert van Mulcken, (geboren te Mulken, nabij Tongeren) was een zestiende-eeuwse meestermetselaar, aannemer en architect, die een aantal belangrijke bouwwerken in Luik mede realiseerde.
Arnold van Mulken begon zijn carrière waarschijnlijk met de heropbouw van de laatgotische Sint-Maartensbasiliek in Luik (1506-1542). Het stergewelf van deze kerk is met zekerheid van zijn hand. Waarschijnlijk was hij ook betrokken bij de heropbouw van de Sint-Jacobskerk (1513-1528), waarbij Lambert Lombard als de architect van het iets latere renaissance-portaal (1558) wordt gezien.
Vanaf 1526 werkte Van Mulken in opdracht van de prins-bisschop van Luik, Everhard van der Marck, aan de herbouw van het in 1505 verwoeste Prins-bisschoppelijk Paleis aan de Place Saint-Lambert. Dit gebouw wordt gezien als een hoogtepunt van de Luikse Renaissance (een variant van de Maaslandse renaissance). Met name de zuilenarcade rondom de Cour d'Honneur met 60 verschillende types zuilen, is uniek. Vergelijkbare tulpvormige zuilen zijn ook te vinden bij het Hôtel Cortenbach in Luik en aan de hofzijde van het Spaans Gouvernement in Maastricht, maar het is niet bekend of Arnold van Mulken aan de bouw daarvan heeft meegewerkt. In hoeverre Van Mulken als architect van het Luikse paleis kan worden gezien, is evenmin duidelijk. Wellicht was hij slechts uitvoerder van de plannen van Everhard van der Marck.